# تشارلز روزين
تشارلز روزين هو عالم حاسوب كندي، ولد في 7 ديسمبر 1917، وتوفي في 8 ديسمبر 2002.